# Celiakie
Celiakie (také glutenová enteropatie nebo celiakální sprue) je chronické autoimunitní onemocnění postihující gastrointestinální soustavu, které však může mít i mimostřevní příznaky (například Duhringova nemoc, neboli „kožní celiakie“). Projevuje se chronickým zánětem tenkého střeva spojeným se zvýšenou propustností střevní stěny. Je vyvoláno u geneticky predisponovaných jedinců po pozření potravy obsahující gluten (lepek), což je směs bílkovin obsažená v některých obilninách (především v pšenici, žitě nebo ječmeni). Rozvoj nemoci je ovlivněn také dalšími faktory, mezi které patří stav střevní mikrobioty nebo infekční agens. Spouštět ji mohou rotaviry či adenoviry, ale je také mnoho dalších důvodů včetně stresu. V současnosti je tato choroba nevyléčitelná, ale při dodržování bezlepkové diety vymizejí všechny její příznaky. Nejčastěji postihuje malé děti, ale rozvinout se může v jakémkoliv věku. U dětí do tří let se celiakie projevuje tzv. malabsorpčním syndromem, který se projevuje právě zmiňovaným nedostatečným vstřebáváním živin a vitamínů v tenkém střevě a vede k dalším zažívacím potížím. U starších dětí jsou příznaky už méně nápadné. U dospělých může celiakii spustit konkrétní nemoc nebo těhotenství. To ale neznamená, že dokud nedojde k akutní fázi (k rozvinutí), tak lepek takovému jedinci neškodí. Jde o celoživotní autoimunitní onemocnění.

## Název
Název celiakie je odvozen od latinského slova coeliacus, jež pochází z řeckého κοιλιακός koiliakόs "břišní".

## Příznaky
Celiakie má množství klinických příznaků a může být i asymptomatická. Typickými symptomy provázejícími toto onemocnění jsou bolesti břicha, průjmy, nadýmání, zvracení. Existuje také celá řada příznaků projevujících se mimo střevo. Mimostřevní projevy jsou výsledkem kombinace nedostatečného příjmu živin v důsledku malé absorpce ve střevě (porucha vstřebávání) a rozšíření imunitní odpovědi ze střeva do dalších tkání a orgánů. Mezi tyto projevy patří špatný růst dětí, opožděný nástup puberty, nechutenství, únava, anémie, ztráta hmotnosti, kožní, neurologické i psychiatrické poruchy. Nemoc je často asociována s dalšími autoimunitními onemocněními. Nejčastější jsou Downův syndrom,[rozpor] Diabetes mellitus 1. typu (na inzulínu závislá forma), selektivní deficit IgA, Hashimotova thyroiditida.
Neléčená celiakie především zvyšuje nebezpečí onemocnění tzv. non-Hodgkinským lymfomem (agresivní rakovina lymfatických žláz), pravděpodobně také rakoviny střeva.

## Patogeneze
Přesná příčina vzniku nemoci není zatím známa. Změněná střevní mikroflóra může předcházet propuknutí celiakie. Příčinou mohou být inhibitory pro léčbu trávení jako omeprazol podávané v dětství.

### Genetická predispozice
Onemocnění je asociováno se dvěma typy HLA molekul II.třídy (human leukocyte antigen), které jsou dědičné a přítomné u naprosté většiny pacientů s celiakií. Jsou to typy HLA-DQ2 a HLA-DQ8. Tento genotyp rizikový pro rozvoj nemoci nese asi 40% populace, ale pouze u 2-3% z nich se nemoc rozvine.

### Vrozená imunita

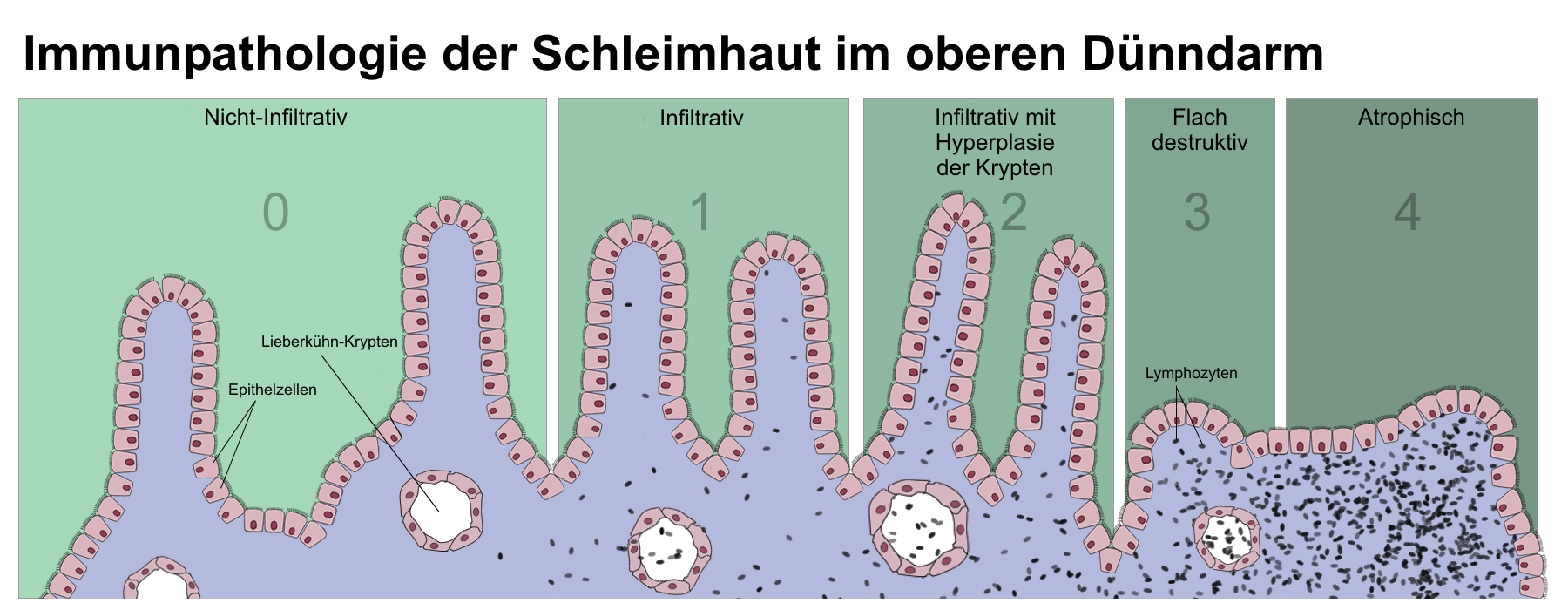
Schematické znázornění změn sliznice tenkého střeva podle Marshovy klasifikace

U zdravých jedinců funguje střevní bariéra. Antigen prezentující buňky (APCs) a M-buňky vychytávají z lumen střeva potravní a jiné antigeny a přenáší je do lymfatické tkáně střeva (Peyerovy pláty, lymfoidní folikuly). Pokud jde o neškodné molekuly, pomáhají vytvářet toleranci na tento materiál (vzniká tzv. slizniční tolerance).
Někdy však dochází k porušení bariéry a zvýšení propustnosti střev (dochází k porušování těsných mezibuněčných spojů - tight junction). To může být způsobeno například virovou infekcí. Špatně štěpitelné glutenové peptidy (gliadiny) tak mohou přecházet z lumen střeva do lamina propria mucosae (vazivová vrstva sliznice), kde indukují vznik zánětu. Gliadin může střevní bariéru překračovat také přes neporušenou střevní sliznici a to přes transferinový receptor (CD71). 

### Adaptivní imunita
V lamina propria jsou fragmenty glutenu deaminovány tkáňovou transglutaminázou (tTG). Deaminované glutenové peptidy jsou navázány na molekuly HLA-DQ2 nebo 8 (na povrchu APC). Následně jsou prezentovány CD4+T lymfocytům (pomocné lymfocyty), které je pomocí svého TCR (receptory T lymfocytů) rozpoznají a začnou produkovat prozánětlivé cytokiny IFN-γ a IL-21. To vede k rozvoji Th1 typu imunitní odpovědi. Je stimulována cytotoxická imunita, pro kterou jsou typické CD8+T lymfocyty. Společným působením těchto složek dochází k poškození střeva (které je patrné při biopsii) a tím se zvyšuje propustnost střevní bariéry. Pomocné T lymfocyty navíc podporují izotypový přesmyk B lymfocytů a ty začnou produkovat protilátky (IgA, IgG) proti gliadinu, tkáňové transglutamináze a endomysiu (EMA). Tyto protilátky jsou vhodnými markery a využívají se při sérologických testech.
Nemoc je často asociována s dalšími autoimunitními onemocněními. Nejčastější jsou Downův syndrom, Diabetes mellitus 1. typu (na inzulínu závislá forma), selektivní deficit IgA, Hashimotova thyroiditida.

## Diagnostika
Vyšetření je nutné udělat ještě před zavedením bezlepkové diety, protože v opačném případě mohou být výsledky zkreslené.

### Sérové protilátky
Při podezření na celiakii se nejdříve provádí sérologické vyšetření. Zjišťuje se přítomnost sérových protilátek třídy IgA proti tkáňové transglutamináze, gliadinu a endomysiu (u pacientů se sníženou tvorbou IgA se měří hodnoty IgG), protilátek proti endomysiu (EMA) nebo proti deaminovaným gliadinům.

### Biopsie

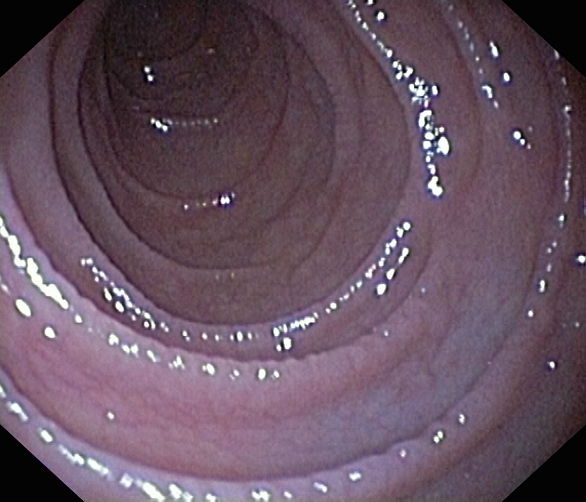
Endoskopie střeva u pacienta s celiakií

Je to nejpoužívanější a nejpřesnější metoda pro definitivní stanovení diagnózy. Při tomto vyšetření se odebere vzorek střeva a ten je podroben histologickému zkoumání. Vzorky lidí trpících celiakií se vyznačují zvýšeným počtem infiltrujících lymfocytů, hyperplazií krypt a částečnou nebo úplnou atrofií střevních klků (střevo je "vyhlazené", zmenšuje se povrch pro vstřebávání živin).

### Stanovení HLA
V případě nejasných nebo protichůdných výsledků sérologických testů a biopsie se u pacienta zjišťuje rizikový haplotyp HLA molekul. Stanovení typu HLA se využívá také u pacientů, u kterých je snaha vyhnout se biopsii (malé děti) nebo pro testování lidí z rizikových skupin. Větší riziko vzniku onemocnění mají příbuzní pacientů s celiakií prvního stupně (otec, syn), pacienti s Downovým, Turnerovým nebo Williamsovým syndromem, lidé s diabetem 1.typu.

## Terapie
Jedinou možností léčby je dodržování celoživotní přísné bezlepkové diety. Při jejím důsledném dodržování příznaky nemoci vymizí. Pokud ji pacient poruší, příznaky se vrátí. Vhodnou náhradou potravin obsahujících lepek jsou obiloviny přirozeně bezlepkové. Mezi ně patří rýže, kukuřice nebo proso. Nově se uvažuje o možnosti snížení obsahu imunogenních peptidů v mouce pomocí bakteriálních enzymů (endopeptidáz), které rozloží lepek během přípravy těsta (detoxifikace glutenu). Nově se rozšiřují také terapie založené na několika ozdravných sezeních, které mají za účel pomoci postiženému vypořádat se s nemocí.[zdroj?] Tyto terapie zatím nejsou v současné době zcela běžné, ani formálně lékařsky ověřené.
Je důležité, aby pacienti s bezlepkovou dietou byli sledováni kvůli možnému vzniku deficitu některých živin (železo, zinek, vitamíny B12,D, folát...).